# ديفيد أوين (سياسي كندي)
ديفيد أوين هو قاضي وسياسي كندي، ولد في 1754، وتوفي في 10 ديسمبر 1829.